# Paulo Guerra
Paulo Alexandre Martins Guerra (* 21. August 1970 in Barrancos) ist ein ehemaliger portugiesischer Langstreckenläufer.

## Leben
Über 10.000 m wurde er bei den Leichtathletik-Europameisterschaften 1994 in Helsinki Fünfter und bei den Leichtathletik-Weltmeisterschaften 1995 in Göteborg Achter. 1996 gab er über 10.000 m bei den Olympischen Spielen in Atlanta im Vorlauf auf und wurde Zweiter beim Halbmarathon des European Clubs Cups. 1998 wurde er Sechster beim Berlin-Marathon. Bei den Halbmarathon-Weltmeisterschaften 2001 kam er auf den 32. Platz.
Seine größten Erfolge hatte er jedoch im Crosslauf. 1994 in Almswick wurde er der erste Crosslauf-Europameister, 1995 in Almswick gelang ihm die Titelverteidigung, und 1996 in Charleroi gewann er Silber. Einem elften Platz 1998 in Ferrara folgten zwei weitere Titel 1999 in Velenje und 2000 in Malmö. 2001 in Thun wurde er Zehnter, und 2002 in Medulin kam er auf den 20. Platz. Mit der Mannschaft gewann er 1994 und 1996 Gold, 1995, 1998 und 1999 Silber und 2001 und 2002 Bronze.
Bei den Crosslauf-Weltmeisterschaften trug er 1993 in Amorebieta-Etxano mit einem 21. Platz zur Bronzemedaille des portugiesischen Teams bei. 1995 in Durham wurde er Sechster und 1998 in Marrakesch Zwölfter. 1999 in Belfast holte er Bronze und war damit der erste männliche Europäer auf einem Treppchenplatz seit 1989. 2000 in Vilamoura lief er auf Platz 25 ein und gewann mit der Mannschaft Bronze, und 2001 in Ostende wurde er Vierter.
Nationale Titel errang er zweimal über 10.000 m (1994, 1995) und fünfmal im Crosslauf (1995–1997, 1999, 2001).

## Persönliche Bestzeiten
- 3000 m: 7:49,94 min, 22. Mai 1996, Lissabon
- 5000 m: 13:18,59 min, 2. Juli 1995, Gateshead
- 10.000 m: 27:50,17 min, 4. April 1998, Lissabon
- Halbmarathon: 1:01:53 h, 24. November 1996, Lissabon
- Marathon: 2:11:01 h, 20. September 1998, Berlin
- 3000 m Hindernis: 8:43,86 min, 11. August 1991, Maia